# ミヤザワケンジ・グレーテストヒッツ
『ミヤザワケンジ・グレーテストヒッツ』は、高橋源一郎の連作小説。童話作家 宮沢賢治の24の作品（うち2編は詩、1編は戯曲）を原題のまま用い、それらに多かれ少なかれちなんだ全く新しいストーリーを集めたものである。

## 概要
月刊誌『すばる』2002年1月号より2004年11月号まで『ミヤザワケンジ全集』として連載された。2005年5月2日の刊行に当たって改題された。2010年10月20日、集英社文庫として文庫化された。2013年8月16日、集英社より電子書籍版が配信開始された。
タイトルの「ミヤザワケンジ」は宮沢賢治を連想させるものの、既に宮沢賢治とは別のものであり、異化が行われている（cf: ポストモダン文学）。24 の作品は元々の賢治世界に近いものもあれば、現代日本社会に場を移したものもあり、そこでは援助交際をする女子高生や、スマップのキムラタクヤやナカイマサヒロ、イナガキゴロウまでもが登場する。
「グレーテストヒッツ」は、いわゆる「傑作選」のことで、音楽作品（ベストアルバム）のタイトルに用いられるが、小説集のタイトルとしては珍しい（他には橋本治「S&G（サイモン＆ガーファンクル）グレーテスト・ヒッツ+1」の例がある）。
こうした構想は、高橋の『日本文学盛衰史』（2001年 / 2004年文庫化）にも現れている。

## 収録作品一覧
1. 風の又三郎
2. オツベルと象
3. 革トランク
4. 注文の多い料理店
5. ポラーノの広場
6. 飢餓陣営
7. 永訣の朝
8. セロひきのゴーシュ
9. 氷河鼠の毛皮
10. 猫の事務所
11. 二十六夜
12. 祭の晩
13. ビヂテリアン大祭
14. グスコーブドリの伝記
15. 春と修羅
16. プリオシン海岸
17. やまなし ― クラムボン殺人事件
18. ガドルフの百合
19. なめとこ山の熊
20. 虔十公園林
21. イーハトーボ農学校の春 cf: イーハトーヴ
22. どんぐりと山猫
23. ざしき童子のはなし
24. 水仙月の四日